# Oscarino Costa Silva
Oscarino Costa Silva (* 17. Januar 1907 in Niterói; † 16. September 1990 ebenda) war ein brasilianischer Fußballnationalspieler.

## Karriere
Oscarino durchlief in seiner Karriere verschiedene brasilianische Clubs, bei denen er meist jeweils drei bis vier Jahre blieb. Der bekannteste ist der CR Vasco da Gama aus Rio de Janeiro.
Bei der ersten Fußball-Weltmeisterschaft 1930 war er im Kader der brasilianischen Nationalmannschaft, bestritt aber kein Spiel. Seinen ersten Einsatz erhielt er bei einem Freundschaftsspiel am 13. August 1930 beim 4:3 gegen die USA. Des Weiteren bestritt er drei Freundschafts- / Testspiele:
Testspiel am 27. November 1932 gegen den Andarahy AC – 7:2

Testspiel am 27. November 1932 gegen den Club Atlético Peñarol – 1:0

Inoffizielles Länderspiel am 11. Dezember 1932 gegen Uruguay – 2:1

## Erfolge
Ypiranga
- Campeonato Fluminense: 1928, 1929, 1930, 1931
- Campeonato Niteroiense (Stadtmeisterschaft): 1928, 1929, 1930, 1931

América
- Campeonato Carioca: 1935

Vasco da Gama
- Campeonato Carioca: 1936